# Lorenzo Viani

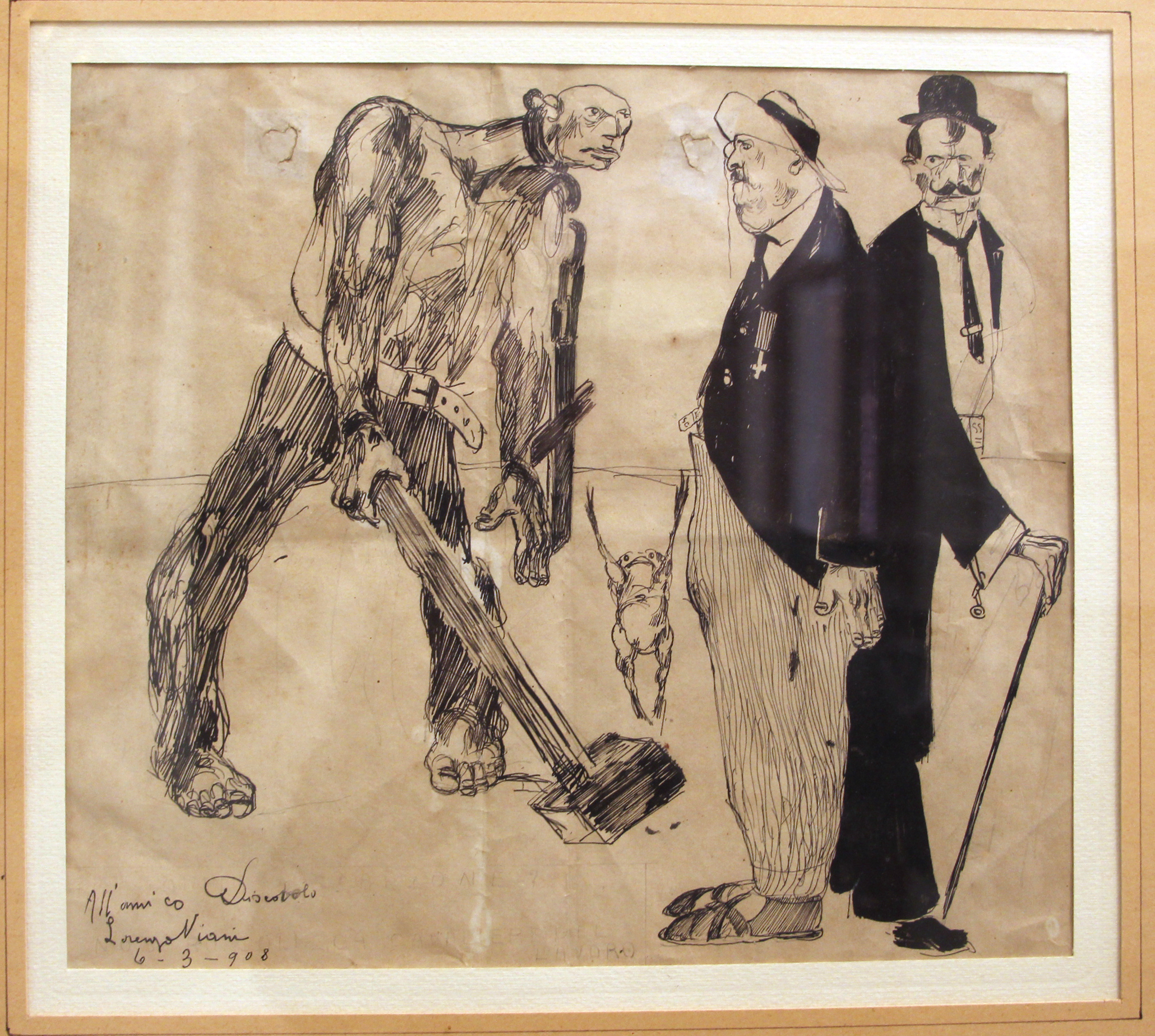
Hombre con cadenas rotas, sapo y burgués, 1907-1908

Lorenzo Viani (Viareggio, 1 de noviembre de 1882 – Ostia, 2 de noviembre de 1936) fue un pintor y escritor italiano. 

## Vida y obra
Estudió en Lucca con Plinio Nomellini, y entre 1908 y 1909 residió en París. Desde un primer estilo inspirado en el realismo social e influido en el simbolismo, pasó por un cierto posimpresionismo de colorido fauve (Autorretrato, 1910-1912), para desembocar en el expresionismo. 
De filiación anarquista, retrató en su obra la vida de la gente humilde, los pobres, los desheredados, con un lenguaje antiacadémico, tosco, violento, reflejando un mundo de rebelión y sufrimiento. En los años 1910 realizó grandes composiciones de tono épico y gran expresividad (Bendición de los muertos del mar, 1914-1916). 
Pasada la Primera Guerra Mundial, junto a su obra pictórica desarrolló una gran labor literaria y periodística. En los años 1930 realizó grandes murales para la Estación de Viareggio y el Colegio IV Novembre de Ostia.

## Obra literaria
- Ceccardo, Milán, (1922).
- Gli ubriachi, Milán, (1923).
- Giovanni senza paura, Florencia, (1924).
- Parigi, Florencia,(1925).
- I Vàgeri, Milán,( 1926).
- Angiò, uomo d'acqua, Milán, (1928).
- Ritorno alla patria, Milán,(1930).
- II figlio del pastore, Milán, (1930).
- Storie di umili italiani, Roma, (1934).
- Le chiavi nel pozzo, Florencia,( 1935).
- Barba e capelli, Florencia, (1939).
- Gente di Versilia, Florencia, (1946).
- Cuor di madre, Florencia, (1961).